# Vtáči ostrov
Vtáči ostrov (pol. Ptasi Ostrów, Ptasia Wyspa) – niewielka wyspa na Jeziorze Orawskim na Słowacji. Powierzchnia 1,56 ha.
Wyspa powstała w 1954 r. po zalaniu wodą zbiornika zaporowego na Orawie. Leży na wschód od Namiestowa (ok. 300 m od lądu stałego) i na północny zachód od Wyspy Słanickiej. Tworzy ją szczyt wzniesienia usytuowanego dawniej w widłach Białej Orawy i Półgórzanki.
Obecnie wyspa jest jednym z najważniejszych na Słowacji  miejsc gniazdowania takich ptaków wodnych, jak mewa śmieszka, mewa białogłowa, rybitwa rzeczna i kilka gatunków kaczek.
Cała wyspa objęta jest specjalną ochroną w ramach Obszaru Chronionego Krajobrazu Górna Orawa (słow. CHKO Horná Orava). Stanowi również część obszaru specjalnej ochrony ptaków sieci Natura 2000 utworzonej w ramach Dyrektywy ptasiej Unii Europejskiej.
Wyspa nie jest dostępna turystycznie.